# 陸奥柳田駅
陸奥柳田駅（むつやなぎたえき）は、青森県西津軽郡深浦町大字柳田宮崎にある東日本旅客鉄道（JR東日本）五能線の駅である。

## 歴史
- 1953年（昭和28年）6月1日：国鉄の駅として開業[2][3]。
- 1987年（昭和62年）4月1日：国鉄分割民営化により、JR東日本の駅となる[3]。
- 2024年（令和6年）10月1日：えきねっとQチケのサービスを開始[1][4]。

## 駅構造
単式ホーム1面1線を持つ地上駅である。ホームが地平より少しだけ高いため、ホームから地上へは階段を通る。その階段の横に待合所がある。
弘前統括センター（五所川原駅）管理の無人駅である。

## 駅周辺
- 青森県道191号種里町柳田線
- 国道101号[2]
- 柳田簡易郵便局
- 大童子川

## 隣の駅
東日本旅客鉄道（JR東日本）
■五能線
□快速
通過　
■普通
北金ケ沢駅 - 陸奥柳田駅 - 陸奥赤石駅